# Gut Kleinsiersdorf

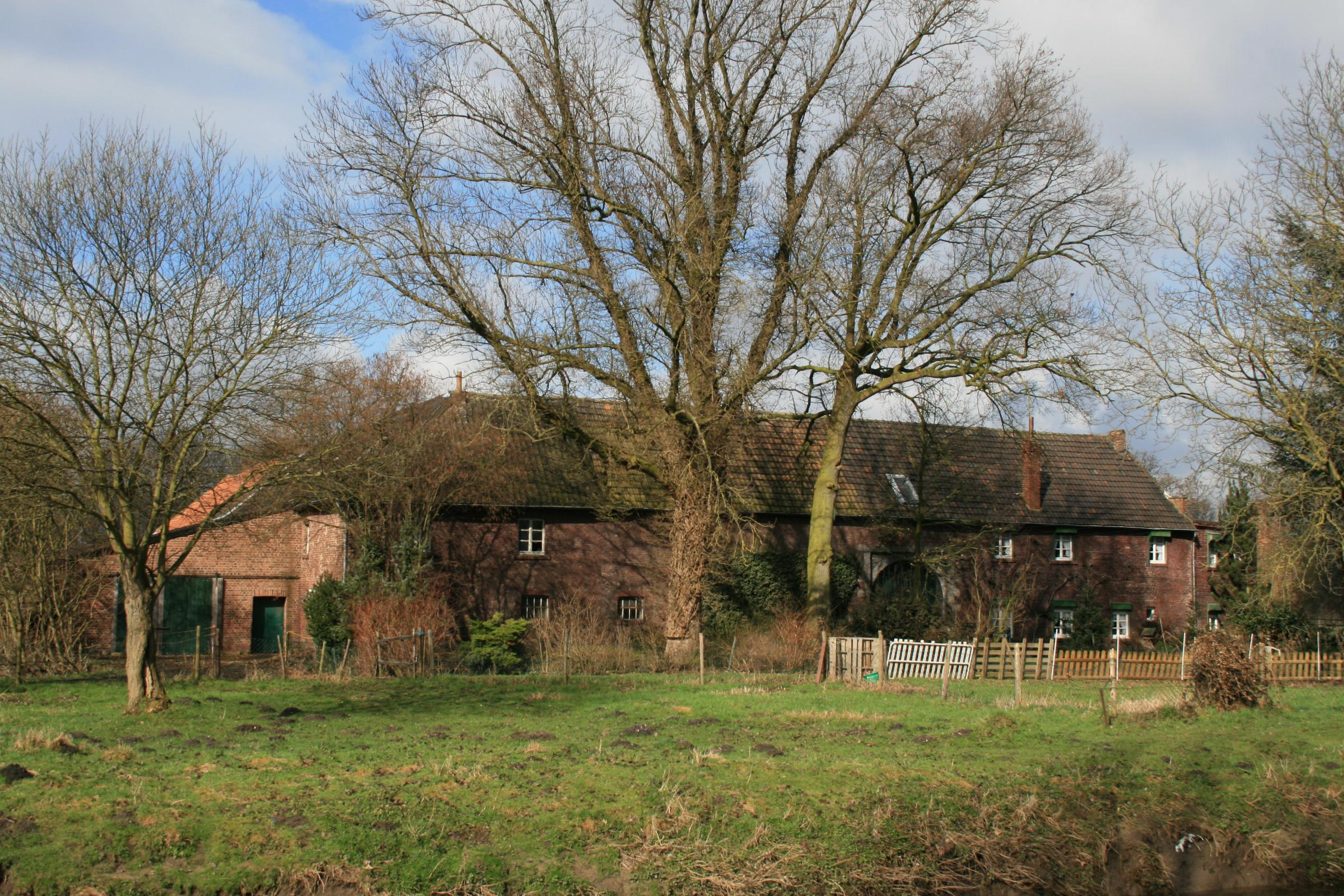

Ca. 1800

Das Gut Kleinsiersdorf ist ein Gutshof nordwestlich von Würm, Stadt Geilenkirchen. Es liegt an der Wurm, ist von Wassergräben umgeben und ist über den Weg Zum Wassergut an Würm angebunden. Das Gut ist seit 1984 als Baudenkmal in die Denkmalliste der unteren Denkmalbehörde der Stadt Geilenkirchen eingetragen und in Teilen denkmalgeschützt.

## Geschichte
Im Jahre 1397 kam Gut Klein-Siersdorf an Hermann von Randerath und seine Gemahlin Margaretha von Wachtendonk, welches 1352 noch dem Sander von Siersdorf gehört hatte. In der Folge besaßen der gleichnamige Sohn Hermann von Randerath und dessen Gemahlin Lisa von Oetgenbach und anschließend deren Sohn Heinrich von Randerath und dessen Gemahlin Barbara von der Hoyve das Gut Klein-Siersdorf. Um die Mitte des 16. Jahrhunderts erbten die Nachkommen der Sophia von Randerath, die mit Johann von Hochsteden vermählt war, Klein-Siersdorf, nachdem Sophias Bruder Heinrich von Randerath zu Klein-Siersdorf und seine Gemahlin Barbara von der Hoyve aus dem Leben schieden, ohne Leibeserben zu hinterlassen. Die von Hochsteden besaßen es noch im Jahre 1588. Im Jahre 1599 kam Klein-Siersdorf an die Wolff von Randerath (einem anderen jedoch ähnlich klingendem Geschlecht, zu dem erstgenannten) durch den Kauf des Gutes durch Goddaert Wolff von Randerath. Nachdem das Gut zunächst an seinen Schwiegersohn Thomas Borken und im Anfang des 17. Jahrhunderts an dessen Schwiegersohn Wilhelm von Fürth gen. Brewer kam. Die Vorburg stammt noch aus dem 16. Jahrhundert, das Herrenhaus wurde im 18. Jahrhundert neu errichtet. Um die 1860er Jahre verkaufte Theodor Freiherr von Fürth Klein-Siersdorf an den Kaufmann Asser, der es parzellierte, von dem die Grafen von Mirbach-Harff das Restgut erwarben. 1904 wird Graf Wilhelm von Mirbach-Harff als Eigentümer genannt. Seit Oktober 2022 steht der Gutshof zum Verkauf.

## Wirtschaftshof
Der Wirtschaftshof wird bei Renard als einfacher Ziegelbau von unregelmäßigem Grundriss, nach außen glatt mit einzelnen Scharten und kleinen rechteckigen Fenstern beschrieben. Das Tor aus dem 16.–17. Jahrhundert aus Blausteinquadern mit rechteckiger Blende und Rollen für die Zugbrücke, im Ostflügel.

## Herrenhaus
Das Herrenhaus war ursprünglich von dem Wirtschaftshof durch einen Graben getrennt. Das Herrenhaus war ein zweigeschossiger Ziegelbau mit Mansardendach, flachbogigen Fenster und Hausteinumrahmung. Das Mansardendach hatte einen kleinen Vorbau für eine Glocke und eine Freitreppe aus Blaustein führte zum Hof.
Nach Kriegszerstörung ist nur noch ein erdgeschossiger Rest der Mauern mit barocken Blausteinfenstergewänden erhalten geblieben.

## Belege
1. ↑  Denkmale in der Stadt Geilenkirchen. In: limburg-bernd.de, abgerufen am 16. März 2021
2. ↑  Liste der Denkmalbehörde
3. ↑  Herbert M. Schleicher: Ernst von Oidtman und seine genealogisch heraldische Sammlung, Mappe 965 Randerath
4. ↑  Familiengeschichtliche Zusammenhänge betreffend: Alexander M. v. Randerath, Ascendenten der Freiherren von Randerath zu Horrich, Selbstverlag der Familie 2017
5. ↑  Herbert M. Schleicher: Ernst von Oidtman und seine genealogisch heraldische Sammlung, Mappe 965 Randerath
6. ↑  Edmund Renard: Die Kunstdenkmäler der Kreise Erkelenz und Geilenkirchen, L. Schwann, Düsseldorf 1904
7. ↑  Hrsg. Paul Clement; Die Kunstdenkmäler der Rheinprovinz, Achter Band II L. Schwann, Düsseldorf 1904
8. ↑  Edmund Renard: Die Kunstdenkmäler der Kreise Erkelenz und Geilenkirchen, L. Schwann, Düsseldorf 1904
9. ↑  Hrsg. Paul Clement: Die Kunstdenkmäler der Rheinprovinz, Achter Band II L. Schwann, Düsseldorf 1904

Koordinaten: 50° 59′ 44,3″ N, 6° 10′ 14,1″ O